# Eucapnodes
Eucapnodes là một chi bướm đêm thuộc họ Erebidae.